# Persone di nome Gneo/Politici
| Questa pagina contiene informazioni ricavate automaticamente dalle voci biografiche con l'ausilio del template Bio e di un bot. L'aggiornamento è periodico e automatico e ricostruisce completamente la pagina. Se manca una persona in questa lista, sei pregato di non aggiungerla, ma accertati piuttosto che la sua voce biografica contenga il template Bio e che i dati anagrafici siano correttamente compilati. Se il template Bio manca, inseriscilo tu stesso o, in alternativa, metti l'avviso {{tmp\|Bio}} che ne segnala la mancanza. Se i dati riportati sono sbagliati, correggi direttamente la voce biografica; le modifiche saranno visibili in questa lista entro pochi giorni. Per chiarimenti vedi il progetto antroponimi. La lista contiene solo le 61 persone che sono citate nell'enciclopedia e per le quali è stato implementato correttamente il template Bio. Pagina aggiornata al 6 ago 2025. |

Questa è una lista di persone presenti nell'enciclopedia che hanno il nome Gneo e sono politici.

## A(1)
- Gneo Acerronio Proculo, politico romano

## B(2)
- Gneo Bebio Tamfilo, politico romano
- Gneo Cornelio Blasione, politico e militare romano

## C(14)
- Gneo Calpurnio Pisone, politico e generale romano
- Gneo Manlio Capitolino Imperioso, politico e militare romano
- Gneo Fulvio Centumalo Massimo, politico romano (Erdonia, † 210 a.C.)
- Gneo Marcio Coriolano, politico e generale romano
- Gneo Cornelio Cosso, politico e militare romano (Roma)
- Gneo Cornelio Cosso, politico e militare romano (Roma)
- Gneo Cornelio Lentulo l'Augure, politico, generale e sacerdote romano († 25)
- Gneo Cornelio Lentulo, politico romano
- Gneo Cornelio Lentulo, politico romano
- Gneo Cornelio Lentulo, politico romano
- Gneo Pinario Cornelio Clemente, politico, senatore e generale romano (Spagna - Hispellum)
- Gneo Cornelio Scipione Asina, politico romano († 245 a.C.)
- Gneo Cornelio Scipione Ispallo, politico romano (Cuma, † 176 a.C.)
- Gneo Claudio Severo, politico romano (Pompeiopoli)

## D(6)
- Gneo Cornelio Dolabella, politico e militare romano
- Gneo Cornelio Dolabella, politico e militare romano
- Gneo Domizio Corbulone, politico e generale romano (Peltuinum - Corinto, † 67)
- Gneo Domizio Enobarbo, politico romano († 104 a.C.)
- Gneo Domizio Enobarbo, politico romano
- Gneo Domizio Enobarbo, politico romano

## E(1)
- Gneo Pinario Emilio Cicatricula Pompeo Longino, politico romano (Dacia)

## F(1)
- Gneo Fulvio Centumalo, politico romano

## G(19)
- Gneo Cornelio Cinna Magno, politico romano
- Gneo Cornelio Lentulo Marcellino, politico e militare romano († 48 a.C.)
- Gneo Domizio Enobarbo, politico e militare romano († 31 a.C.)
- Marco Veturio Crasso Cicurino, politico romano
- Gneo Genucio Augurino, politico e militare romano († 396 a.C.)
- Gneo Genucio Aventinense, politico e militare romano
- Gneo Giulio Mentone, politico romano (Roma)
- Gneo Giulio Agricola, politico, militare e generale romano (Forum Iulii, n. 40 - Roma, † 93)
- Gneo Domizio Calvino, politico e generale romano
- Gneo Domizio Enobarbo, politico romano (Pyrgi, † 40)
- Gneo Calpurnio Pisone, politico romano
- Gneo Aufidio Oreste, politico romano
- Gneo Giulio Vero, politico e militare romano (Colonia Claudia Aequum)
- Gneo Fulvio Flacco, politico e militare romano
- Gneo Senzio Saturnino, politico romano
- Gneo Cornelio Lentulo Getulico, politico, militare e poeta romano (Mogontiacum, † 39)
- Gneo Domizio Calvino Massimo, politico romano (n. 320 a.C.)
- Gneo Egnazio, politico romano
- Gneo Papirio Eliano Emilio Tuscillo, politico e militare romano

## L(1)
- Gneo Lucrezio Trione, politico romano

## M(2)
- Gneo Manlio Cincinnato, politico e militare romano (Roma - † 480 a.C.)
- Gneo Fulvio Massimo Centumalo, politico e militare romano

## O(3)
- Gneo Ottavio, politico romano (Roma, † 87 a.C.)
- Gneo Ottavio, politico e militare romano
- Gneo Ottavio, politico romano (Laodicea, † 162 a.C.)

## P(1)
- Gneo Papirio Carbone, politico romano (Marsala, † 82 a.C.)

## Q(1)
- Gneo Quinzio Capitolino, politico romano

## S(6)
- Gneo Sallustio, politico e poeta romano
- Gneo Sergio Fidenate Cosso, politico e militare romano
- Gneo Servilio Cepione, politico e generale romano
- Gneo Servilio Cepione, politico romano († 174 a.C.)
- Gneo Servilio Cepione, politico romano
- Gneo Servilio Cepione, politico e generale romano

## U(1)
- Ulpiano, politico e giurista romano (Tiro - Roma, † 228)

## V(2)
- Marcius Vates, politico e oratore romano
- Gneo Manlio Vulsone, politico romano